# マリア様のこころ
「マリア様のこころ」（マリアさまのこころ）は、聖母讃美唱歌のひとつ。「典礼聖歌407番」「典礼聖歌 第7編 一般賛歌407」とも。佐久間彪の作詞・作曲により作られた。曲は8分の6拍子でハ長調。

## 歌詞
歌詞は、聖母マリアの心を「青空」「樫の木」「ウグイス」「山百合」「サファイア」に例えて謳っている。